# Straussee
Der Straussee ist ein eiszeitlicher Rinnensee, der bei der nach ihm benannten Stadt Strausberg im Brandenburger Landkreis Märkisch-Oderland liegt. Er liegt ca. 30 km östlich Berlins in der wald- und seenreichen Landschaft des östlichen Barnim und hat eine Wasseroberfläche von etwa 136 ha. Es handelt sich hier um einen kalkreichen, geschichteten See mit relativ großem Einzugsgebiet und einem Volumen von etwa 16 Mio. m³.

## Beschreibung

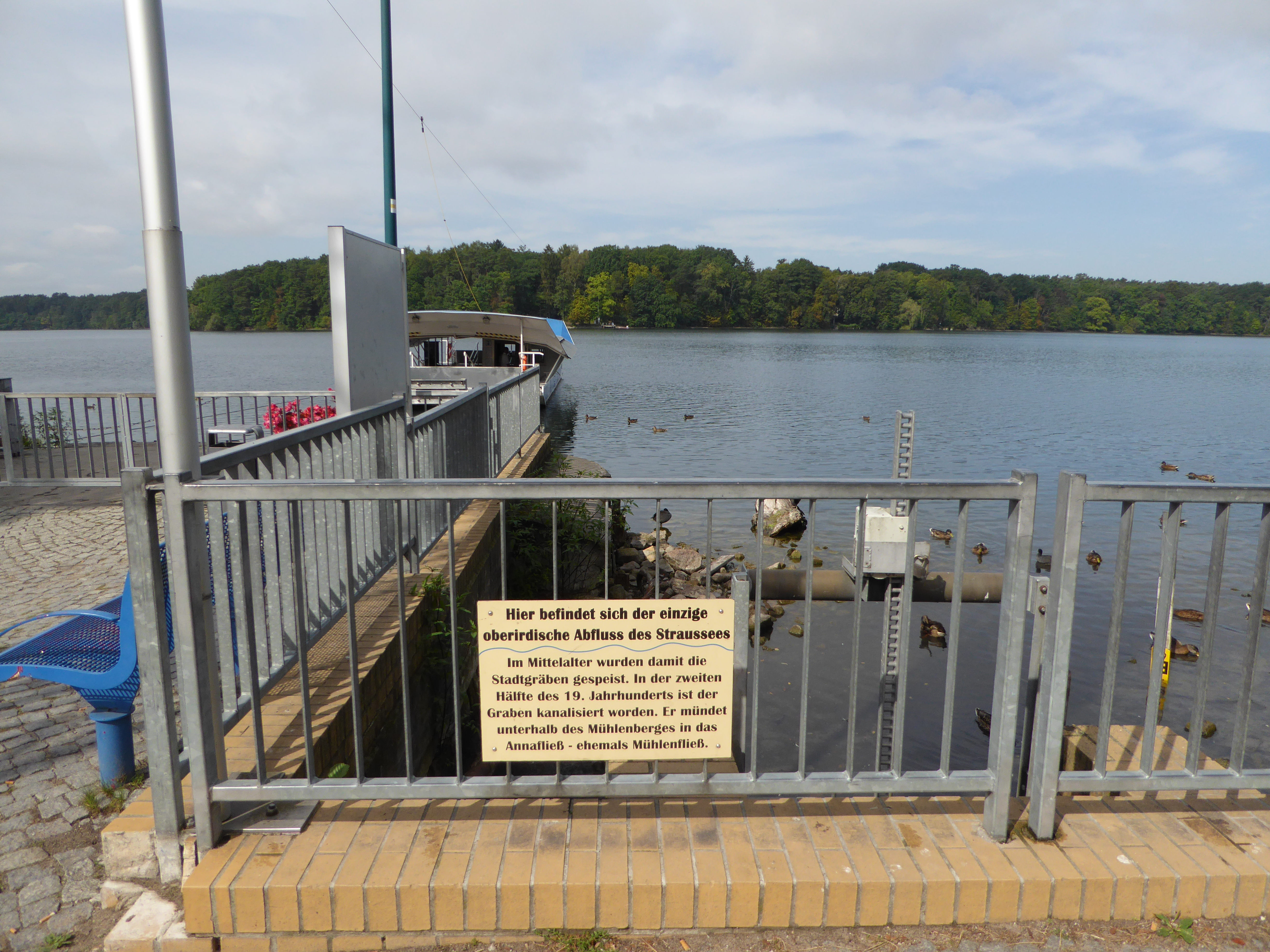
Postgrabeneinlass: einziger oberirdischer Abfluss des Straussees der in das Annafließ (ehemals (Rüdersdorfer) Mühlenfließ) mündet

Der See hat eine Ausdehnung von Nordost nach Südwest von etwa 3,8 km und ist bis zu 340 m breit. Der Wasserkörper erreicht ein Volumen von 14,5 Mio. m³ Wasser und ist durchschnittlich 9,9 m tief. Der Abfluss des Straussees erfolgt durch den verrohrten Postgraben in das Annafließ (früher als Mühlenfließ bezeichnet), dann in den Herrensee zum Stienitzsee und weiter zum Kalksee. Sein Grundwassereinzugsgebiet beträgt ca. 73 km². Nach einer wenige Meter breiten und bis zu 6 m flachen Uferregion fällt er steil auf über 10 m Tiefe ab und ist an der tiefsten Stelle (wenige Meter südwestlich der Fähre) 20 m tief. Aufgrund der dicken Schlammschicht am Grund schwanken allerdings die Angaben über die größte Tiefe. Seine Sprungschicht beginnt bei ca. 9 m Tiefe. Für den Straussee besteht eine Berichtspflicht im Sinne der EU-Wasserrahmenrichtlinie (WRRL).
Ungefähr in der Mitte des Sees wird er von der elektrisch betriebenen Strausseefähre überquert. Der See wird neben den lokalen Anrainern hauptsächlich durch die Bevölkerung des nahen Berlins zur Naherholung genutzt. Es existieren hier ein öffentliches Schwimmbad und mehrere freie Zugänge zum Baden. Außerdem gibt es die Möglichkeit, Boote auszuleihen und eine Tauchbasis. Motorbootverkehr ist mit Ausnahme der Wasserwacht, des Fischereibetriebes und des gestatteten Fahrgastschiffes nicht gestattet.
Der See ist relativ fischreich. Man findet hier Hechte, Zander, Aale, Flusskrebse, Quappen, verschiedene Barsche und Karpfen. Der Fischreichtum wird durch einen kommerziellen Fischer und viele Sportangler verwertet. In Aquakulturen werden Regenbogenforellen gezüchtet.
Der Grund auf der östlichen Stadtseite ist mit Bauschutt und anderem Zivilisationsmüll belastet, jedoch findet jedes Jahr im April im Rahmen der Strausseepartnerschaft eine Reinigung der Uferbereiche unter wie über Wasser statt. Am westlichen, bewaldeten Ufer findet man „Seegras“-Wiesen (Carex brizoides).
Erreicht werden kann der Straussee über die BAB 10 (Berliner Ring) Abfahrt Berlin-Hellersdorf und anschließend über die B 1/5 in Fahrtrichtung Müncheberg. Alternativ ist die Anreise mit der S5 Berlin-Westkreuz nach Strausberg Nord mit Ausstieg an der Haltestelle „Strausberg Stadt“ möglich.

### Herkunft des Namens
Der See wurde im Jahr 1284 („aquam … Struz“) erstmals schriftlich erwähnt. Der Name hieß im Slawischen wahrscheinlich Stružec, was sich vom altpolabischen Wort *struga für „Bach“ ableitet. Alternativ wird auch vermutet, dass der Name des Sees auf das slawische strutch (dt. ‚Schote‘) zurückzuführen ist, da die Form des Straussees an eine schmale Bohne erinnert.

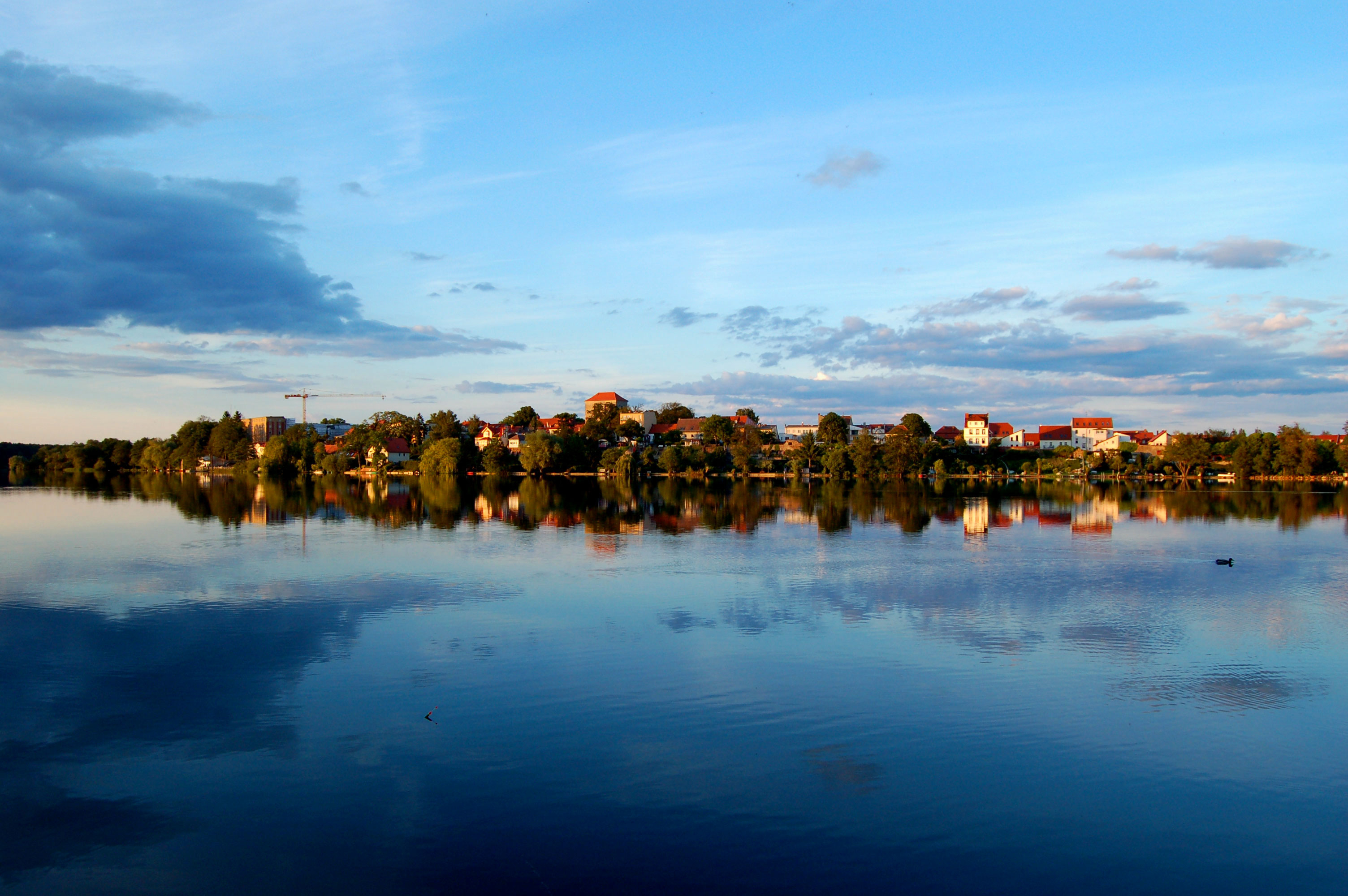
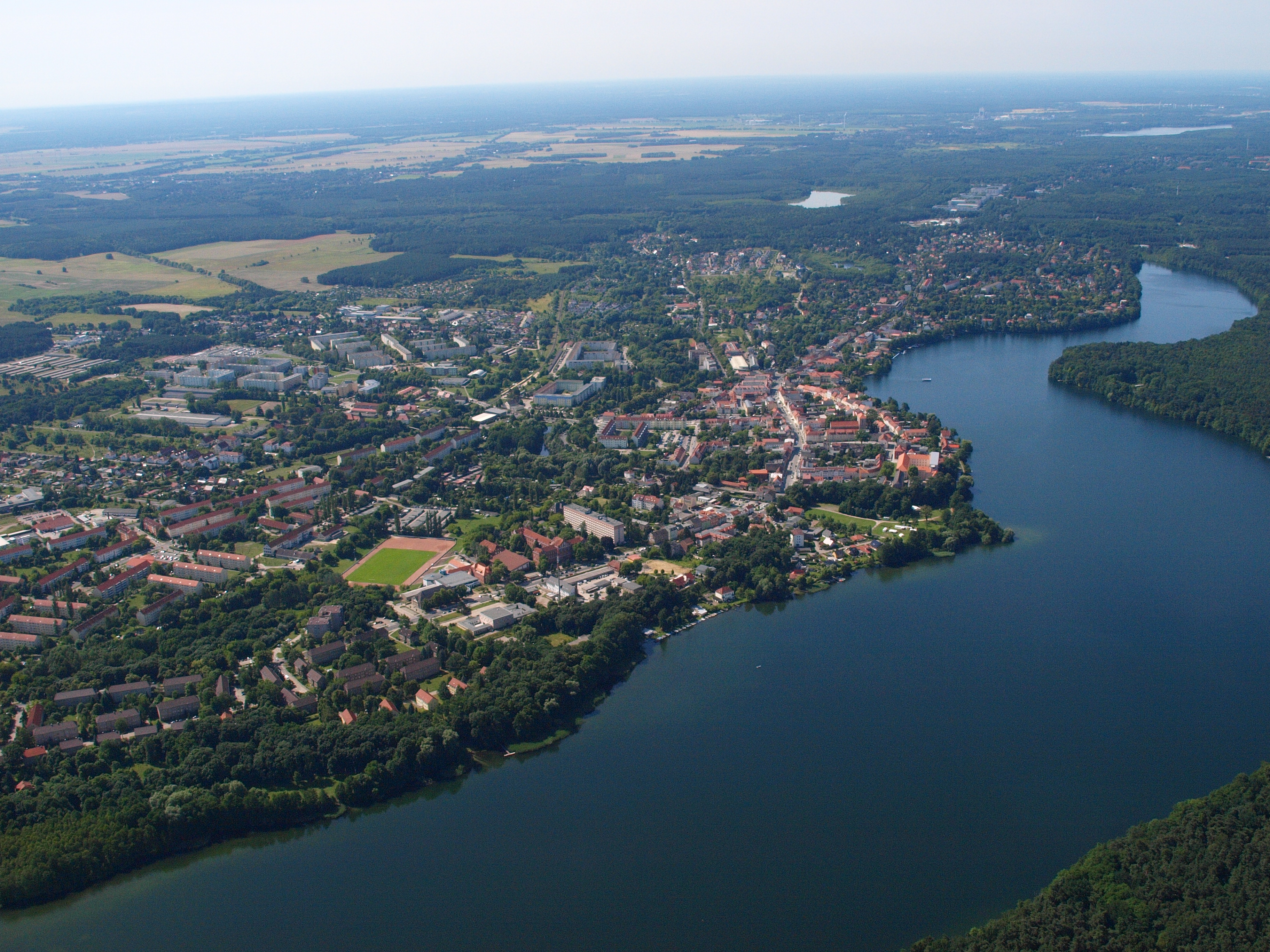
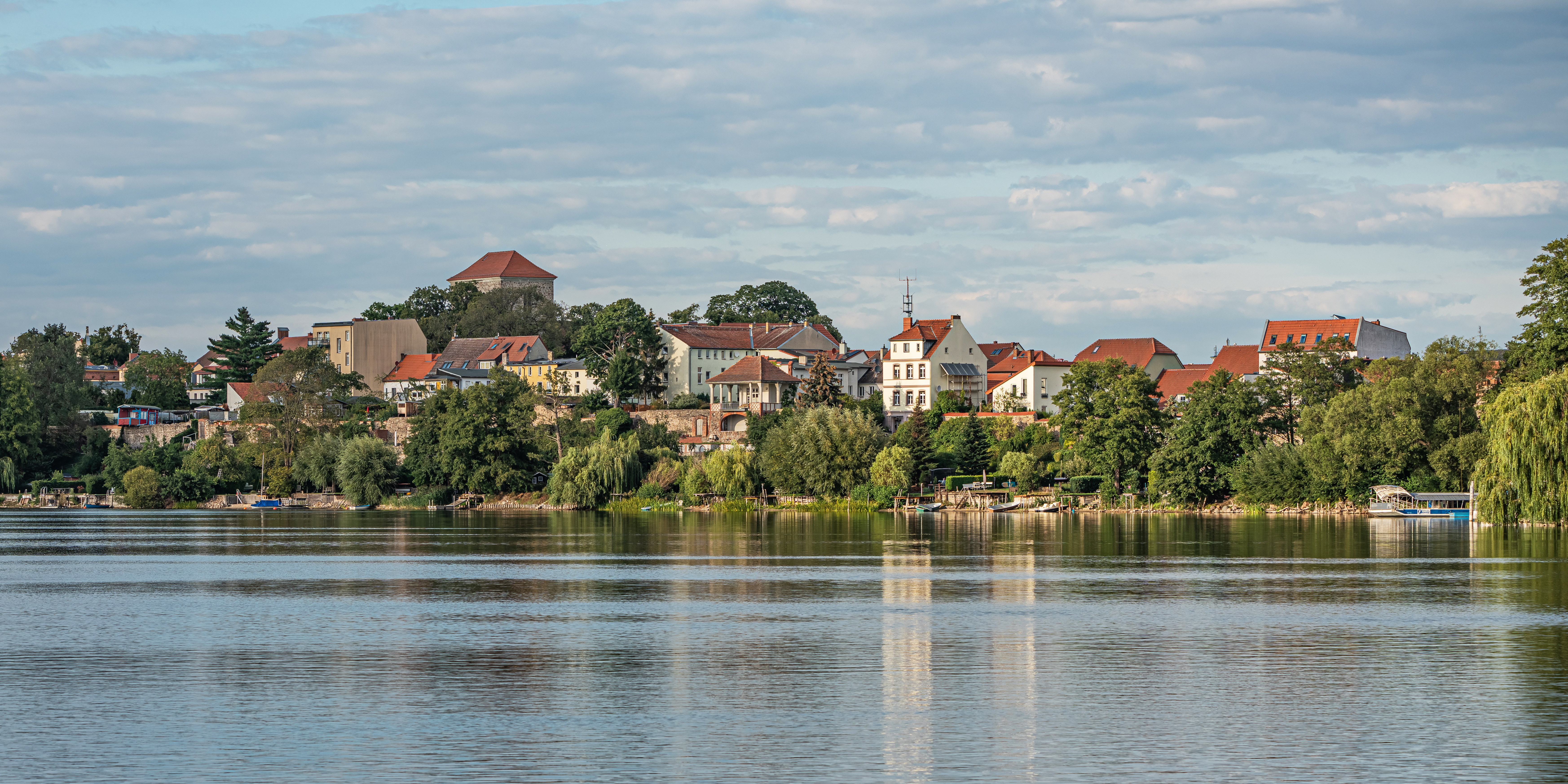

## Rückgang des Wasserpegels

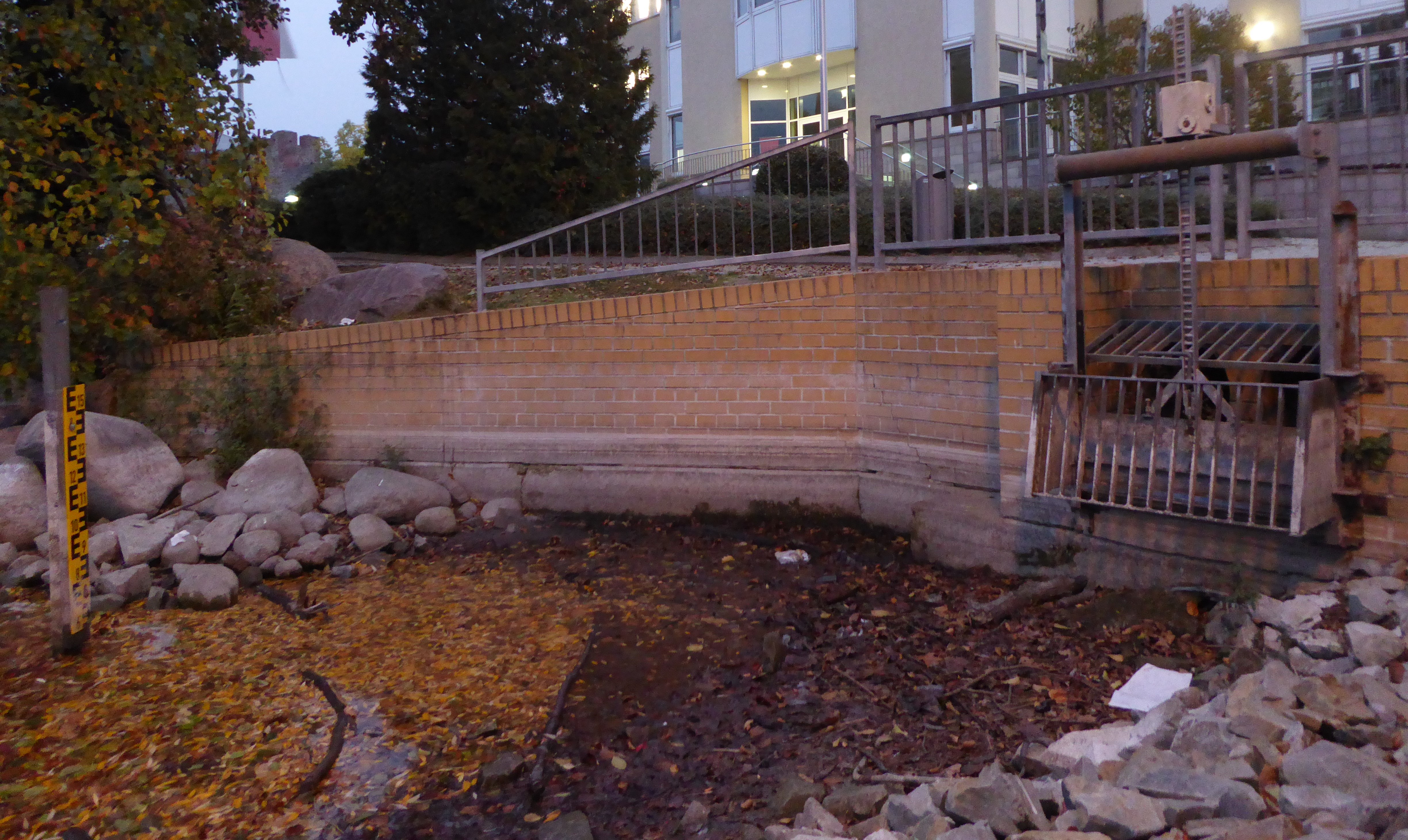
Freiliegender Ablauf des Straussee im Oktober 2018

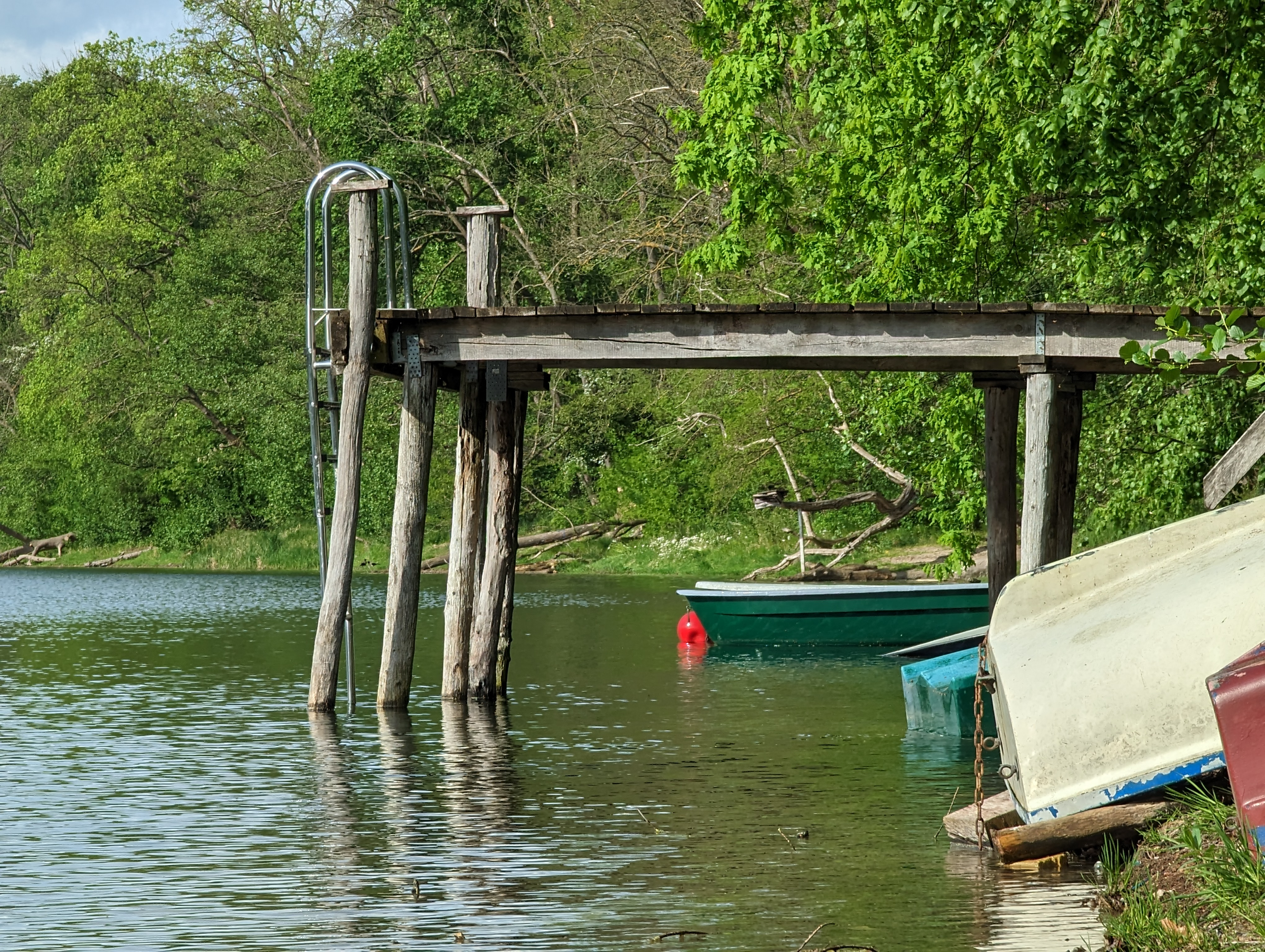
Dem Straussee fehlt 1,50 Meter Wassersäule (2023)

Seit einigen Jahren ist ein permanenter Rückgang des Wasserspiegels zu beobachten. So lag der Pegel 2011 noch bei etwa 150 cm und lag Ende Oktober 2018 bei etwa 50 cm. Im November 2023 betrug das Defizit in Bezug auf den Normalstau (65,49 m) 150 cm. In einer Vorstudie für eine Machbarkeitsstudie „Stabilisierung des Wasserhaushaltes des Straussees“ werden Handlungsempfehlungen zur Stabilisierung des Wasserstandes ausgesprochen.
Die wahrscheinlich entscheidende Ursache für den Rückgang des Wasserspiegels ist der Klimawandel, aber auch die gesteigerte Wasserentnahme des 2014 in Betrieb genommenen Wasserwerkes in Spitzmühle hat einen Einfluss. Das durch die Firmen BGD ECOSAX GmbH, DHI WASY GmbH und durch Wissenschaftler der TU Dresden erstellte und im März 2020 veröffentlichte Gutachten spricht von „‘einer Überlagerung mehrerer Einflussfaktoren’:
- Hauptursache sind die Abnahme des Niederschlags (insbesondere des Winterniederschlags) sowie die Zunahme der Sommertemperaturen (erhöhte Verdunstung im Gebiet des Straussee)
- Weitere Ursachen sind Grundwasserentnahmen und die derzeitige Landnutzung“[13][14][15]

Entsprechend einer Machbarkeitsstudie zur Stützung des Wasserdargebots des Straussees gibt es (Stand 2023) Überlegungen, Wasser aus dem Rüdersdorfer Kriensee in den Straussee zu pumpen. (Cemex pumpt Grundwasser aus dem Kalksteintagebau in den Kriensee.)
Auch mehr als 10 Jahre (Stand 2025) nach dem Beginn des Sinken des Wasserspiegels wird weder wirksam etwas gegen die Hauptursachen (Klimawandel, erhöhte Wasserentnahme, zunehmende Flächenversiegelung) des Wasserdefizits getan, noch werden Ideen zur Bekämpfung der Symptome (u. a. verbrauchsabhängige Wasserpreisgestaltung, Zuführung von entsalztem Meerwasser zur Grundwasserneubildung, Zuführung von aufbereitetem Wasser aus einem nahegelegenen Tagebau.) umgesetzt.

### Bürgerinitiative zur Erhaltung des Straussee e. V.
Angesichts des mehr als zehn Jahre anhaltenden kontinuierlichen Rückgangs des Strausseewasserpegels gründete sich am 23. Februar 2019 die Bürgerinitiative zur Erhaltung des Straussee. Der Verein will die Ursachen wissenschaftlich aufklären helfen, die Ergebnisse veröffentlichen und sich darum bemühen, dass so schnell wie möglich geeignete Schritte zur Wiederherstellung des ursprünglichen Zustands eingeleitet werden.
Seit August 2024 ist die Bürgerinitiative zur Erhaltung des Straussee eine vom Land Brandenburg nach § 3 des Umwelt-Rechtsbehelfsgesetz – UmwRG anerkannte Naturschutz- und Umweltvereinigungen.
Stand 2025 hat die Bürgerinitiative ca. 300 Mitglieder.

#### Aktivitäten der Bürgerinitiative

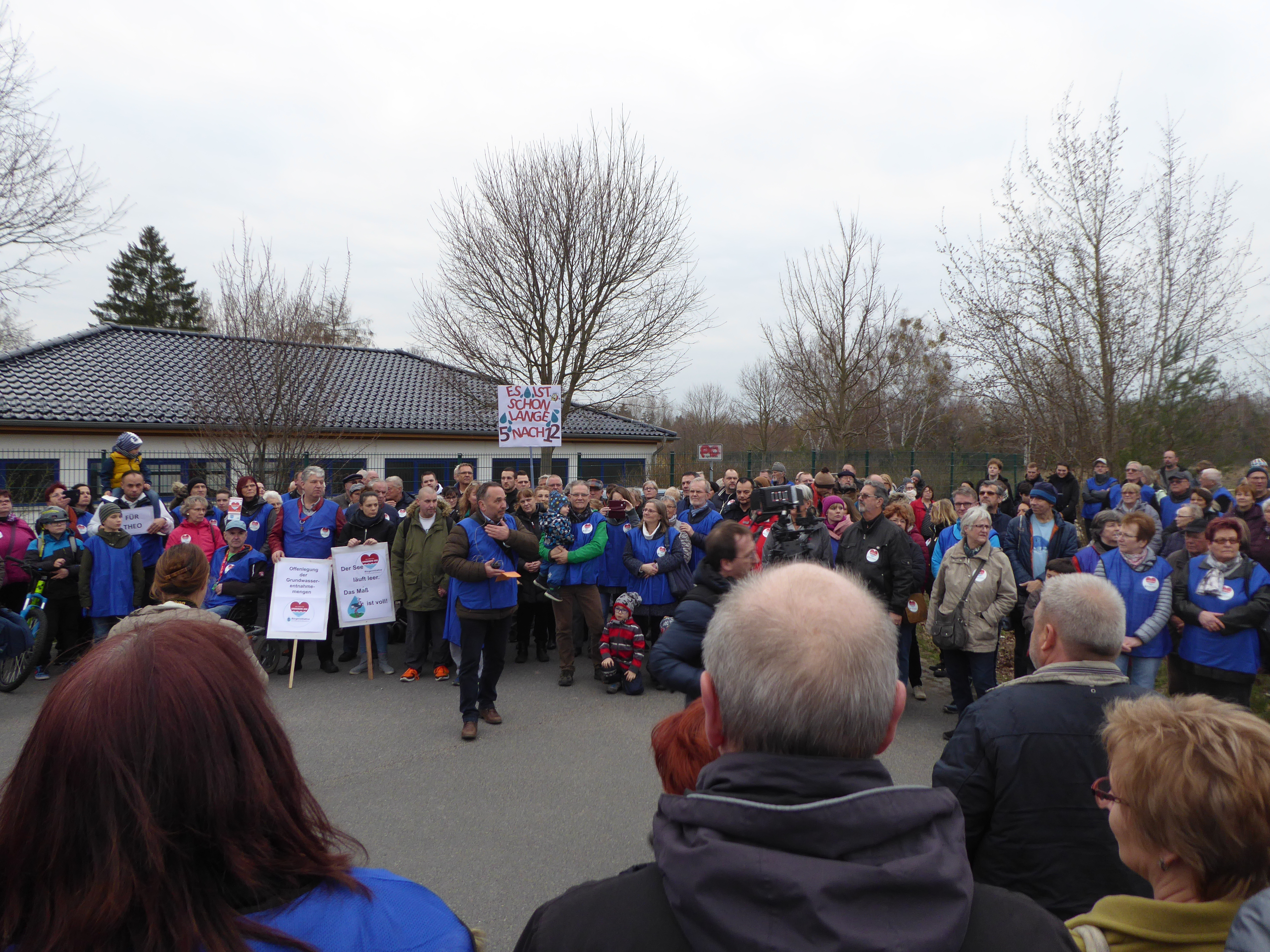
Demonstration zur Erhaltung des Straussees am 20. März 2019

Im Rahmen des Bürgerdialogs „Zur Sache, Brandenburg“ am 12. März 2019 in Strausberg übergab der Verein eine Petition an den Brandenburger Ministerpräsidenten Dietmar Woidke.
Die Bürgerinitiative hatte ihren ersten Erfolg mit der Durchführung der Demonstration zur Erhaltung des Straussees am 20. März 2019, die mit 400 bis 500 Teilnehmern die größte Demonstration in Strausberg seit 1989 gewesen sein soll.
Ein weiterer Erfolg ist die Einberufung des ständigen Ausschusses Klima und Umwelt der Strausberger Stadtverordnetenversammlung (Klimaausschuss) im Sommer 2019.
Mit Schreiben an Behörden versucht der Verein Sachverhalte aufzuklären und Aufmerksamkeit für die Probleme des Straussees zu erreichen. Darüber hinaus bemüht sich der Verein, mit Veranstaltungen die Öffentlichkeit über das Problem zu informieren und zu sensibilisieren.

### Aktivitäten der Strausberger Stadtverordneten
Wegen der Überziehung der genehmigten Fördermengen in den Jahren 2017 und 2018 durch den Wasserverband Strausberg-Erkner (WSE) im Wasserwerk Spitzmühle haben die Strausberger Stadtverordneten im Oktober 2019 eine Reihe von Maßnahmen beschlossen. Mitglieder des Klimausschuss fordern vom WSE eine konstruktive Zusammenarbeit.
Im Ausschuss für Klima und Umwelt wurde am 2. Juni 2020 die Task-Force Straussee ins Leben gerufen, die den Prozess zur Umsetzung von Maßnahmen aus dem Straussee-Gutachten begleiten und den Gremien entsprechende Handlungsvorschläge erarbeiten soll.

### Sinkende Wasserspiegel anderer Brandenburger Seen
Der Verein befasst sich exemplarisch mit der Lösung von Problemen (Rückgang des Wasserspiegels wegen Wasserentnahme, Klimawandel und anderem), die neben dem Straussee auch weitere Seen in Brandenburg betreffen:
- Großdöllner See[40][41]
- Groß Glienicker See[42]
- Großer Seddiner See (Potsdam-Mittelmark)[43][44]
- Krumme See (Fredersdorf)[45]
- Pinnower See (Lausitz)[46][47]